# Rue de Seine
Rue de Seine är en gata i Quartier de la Monnaie, Quartier de l'Odéon och Quartier Saint-Germain-des-Prés i Paris 6:e arrondissement. Rue de Seine, som börjar vid Quai Malaquais 3 och slutar vid Rue Saint-Sulpice 16, är uppkallad efter floden Seine.

## Omgivningar
- Saint-Germain-des-Prés
- Saint-Sulpice
- Rue de Buci
- Jardin Alice-Saunier-Seïté
- Square Gabriel-Pierné

## Bilder
| - Saint-Germain-des-Prés. - Saint-Sulpice. |

## Kommunikationer
- Tunnelbana – linjerna   – Odéon
- Tunnelbana – linje  – Mabillon
- Busshållplats Seine – Buci – Paris bussnät, linje 63

### Webbkällor
- ”Rue de Seine”. Mairie de Paris. http://www.v2asp.paris.fr/commun/v2asp/v2/nomenclature_voies/Voieactu/8545.nom.htm. Läst 12 mars 2021.
- ”Rue de Seine”. Les rues de Paris. http://www.parisrues.com/rues06/paris-06-rue-de-seine.html. Läst 12 mars 2021.